# Chrīstos Tzekos
Chrīstos Tzekos (in greco Χρήστος Τζέκος?; ...) è un allenatore di atletica leggera greco.
È stato l'allenatore dei velocisti Konstantinos Kenteris ed Aikaterini Thanou. Sia Tzekos che i due atleti furono al centro di un grande scandalo di doping all'inizio delle Olimpiadi estive del 2004. Gli atleti sono stati sospesi dalla IAAF nel dicembre 2004, con la possibilità di competere dal dicembre 2006, mentre Tzekos ha scontato una sospensione di 4 anni emessa dalla federazione greca di atletica leggera nel 2005.
Tsekos, ex venditore di integratori alimentari vive tra la nativa Grecia e Lincolnwood, Illinois (un sobborgo di Chicago), è stato coinvolto in una serie di incidenti legati al doping.
Nel 1997, durante un evento di atletica a Dortmund in Germania, si verificò uno scontro tra Tzekos e un addetto ai controlli antidoping della IAAF al quale venne impedito dallo stesso Tzekos di esaminare quattro dei suoi atleti, tra cui Thanou e Charis Papadias. Nonostante il controllore Klaus Wengoborski si fosse presentato senza alcun documento di identificazione e senza un funzionario donna che lo accompagnasse, in violazione ai regolamenti IAAF dell'epoca, la federazione greca sospese Tzekos, ma non intraprese alcuna azione nei confronti degli atleti. La IAAF si è dichiarata in accordo con la sentenza della federazione greca. 
L'autorità sanitaria nazionale greca ha multato Tzekos con una sanzione di 14.800 euro per l'importazione illegale di sostanze anabolizzanti. Nel 2004, infatti, una retata nel suo ufficio portò alla luce 1400 fiale contenenti anabolizzanti e altre sostanze proibite. Alcune fonti affermano che si trattasse solo di integratori, senza i documenti legali necessari all'importazione in Grecia.
Secondo To Vima, un rispettato quotidiano greco, Tzekos avrebbe proposto al governo greco un programma segreto nel 1997, con un costo previsto di 6 milioni di euro, destinato a fornire a 150 atleti greci sostanze dopanti non rilevabili in vista dei Giochi Olimpici del 2004. Il governo rifiutò l'offerta. Tzekos dichiarò anche al canale televisivo greco Antenna di avere grande ammirazione per il programma sportivo della GDR.
Nel 2003 le autorità statunitensi riportano il ritrovamento di alcune e-mail di Victor Conte indirizzate a Tzekos riguardo alle indagini in corso sulla società del medesimo: la BALCO (Bay Area Laboratory Co-operative), una ditta californiana che trafficava illegalmente tetraidrogestrinone, uno steroide anabolizzante progettato per non essere rilevabile dai normali test antidroga. Inoltre, secondo il giornale francese "L'Equipe", Tzekos avrebbe avuto a che fare direttamente con il creatore del norboletone e del THG (tetraidrogestrinone) Patrick Arnold, il padre della diffusione pro-ormonale e di alcuni steroidi sintetici non rilevabili.
Tuttavia, nel settembre 2007, i pubblici ministeri greci hanno stabilito che non ci fossero prove a sostegno di alcun collegamento tra Tzekos e BALCO dopo aver esaminato le prove inviate dal procuratore distrettuale della California del nord.  Tzekos ha continuato a sostenere di conoscere Arnold solo come fornitore di integratori alimentari e negando di aver ricevuto da lui sostanze illegali.